# Tmourghout
Tmourghout är en ort i Marocko.   Den ligger i provinsen Taza och regionen Fès-Meknès, 260 km öster om huvudstaden Rabat.